# مدار مماسي

المدار المماسي (الداخلي بالأسود) والمضطرب (احمر)

في الميكانيكا السماوية أو المدارية المدار المماسي لجسم في الفضاء في لحظة معينة من الزمن هو مدار كبلر الجذبي الخالي من الاضطرابات ويتحرر الجسم من جميع القوى المشوشة. وهذا يعني انة المدار الذي يتزامن مع موجهات الحالة المدارية الحالية (الموقع والسرعة). ويطلق على العناصر التي تحدد المدار المماسي بالعناصر المماسية والمسافة بين أقرب نقطتين من المدارات المماسية هي مسافة التقاطع المداري الدنيا وتستخدم في علم الفلك لتقييم خطر التصادم بين الأجسام الفلكية،
وقد يكون المدار المماسي على شكل القطع الناقص، أو القطع المكافئ، أو القطع الزائد،
المدارات المماسية ذات القطوع الزائدة، هي المدارات التي تتَّبعها المذنَّبات عند أقصى اقتراب لها من الشمس، والمدارات التي لها شكل القطع الزائد تنشأ في فضاء الوسط بين نجمي وتعود إليه، خلافًا للمدارات الإهليلجية التي تستمر حول الشمس بفعل الثقالة.

## روابط خارجية
- Diagram of a sequence of osculating orbits for the escape from Earth orbit by the ion-driven سمارت 1 spacecraft: http://sci.esa.int/science-e/www/object/index.cfm?fobjectid=35722
- A sequence of osculating orbits for the approach to the Moon by the سمارت 1 spacecraft: http://sci.esa.int/science-e/www/object/index.cfm?fobjectid=36359

### مقاطع فيديو
- Osculating orbits: restricted 3-Body problem على يوتيوب (دقيقة. 4:26)
- Osculating orbits: 3-Body Lagrange problem على يوتيوب (دقيقة. 4:00)
- Osculating orbits: 4-Body Lagrange problem على يوتيوب (دقيقة. 1:05)
- Osculating orbits: in: the Pythagorean 3-Body problem على يوتيوب (دقيقة. 4:26)
- Minor Planet Center: Asteroid Hazards, Part 3: Finding the Path على يوتيوب (دقيقة. 5:38)